# 兰姆-奥森涡

兰姆－奥森涡速度矢量场

兰姆－奥森涡（英語：Lamb–Oseen vortex）是流体力学中的一个黏性线涡旋模型，其名称源于贺拉斯·兰姆与卡尔·威廉·奥森。
兰姆－奥森涡的径向速度为零，周向速度表达式为：
{\displaystyle V_{\theta }(r,t)={\frac {\Gamma }{2\pi r}}\left(1-\exp \left(-{\frac {r^{2}}{r_{c}^{2}(t)}}\right)\right),}
其中
- {\displaystyle r} 为半径，
- {\displaystyle r_{c}(t)={\sqrt {4\nu t+r_{c}(0)^{2}}}} 为涡核半径，
- {\displaystyle \nu } 为黏度，
- {\displaystyle \Gamma } 则为涡旋环量。

其垂直方向的涡量表达式则为
{\displaystyle \omega _{z}(r,t)={\frac {\Gamma }{\pi r_{c}(t)^{2}}}\exp \left(-{\frac {r^{2}}{r_{c}^{2}(t)}}\right).}